# Ivo Sasek
Ivo Sasek (* 10. Juli 1956 in Zürich) ist ein Schweizer Laienprediger, Autor religiöser Schriften und Leiter der 1999 von ihm gegründeten Organischen Christus Generation (OCG). Diese als Sekte eingestufte Organisation hat zwischen 2000 und 3000 deutschsprachige Mitglieder. 2008 gründete Sasek die Anti-Zensur-Koalition (AZK), ein Forum für rechte Esoterik, Verschwörungstheorien, Antisemitismus, Fremdenfeindlichkeit und Geschichtsrevisionismus bis hin zu Holocaustleugnung. Von Saseks Panorama-Zentrum in Walzenhausen (Schweiz) aus werden diese Organisationen und ihre zahlreichen Medien geleitet, darunter der neurechte Online-Kanal Klagemauer.tv (kurz Kla.tv). 

## Werdegang
Ivo Sasek ist gelernter Automechaniker. Nach eigenen Angaben erlebte er 1977 eine visionäre Bekehrung zum christlichen Glauben. 1978 gab er seinen Beruf auf, schloss sich der Newlife-Bewegung an und wirkte unter anderem als Prediger bei Gospelradio Zürich. Er besuchte eine Bibelschule, jedoch ohne Abschluss. Die Schule soll seine visionären Erlebnisse als pfingstlerische Geistesgaben abgelehnt haben. Ab 1980 wurde Sasek durch Arbeit mit Drogenabhängigen bekannt und gewann erste Anhänger. 1984 gründete er das Drogenrehabilitationszentrum Obadja in Walzenhausen. Es folgten eine «Lebensschule» und eine «Jüngerschaftsschule». Er begann einen «Gemeindelehrdienst», bereiste Gemeinden im deutschsprachigen Raum und verbreitete seine Botschaften mit Schriften und Hörkassetten. Um 1999 führte er einen «Bemessungsdienst» zur Prüfung des geistlichen Zustandes eines Menschen ein, aus dem die Organische Christus Generation (OCG) hervorging.
Seit 1983 ist Sasek verheiratet. Das Ehepaar Anni und Ivo Sasek hat (Stand 2004) elf Kinder, die ab 2010 gemeinsam mit ihren Eltern die Lehren der OCG verbreiteten. Sie gingen regelmässig in den Sommermonaten auf Tourneen mit selbstgeschriebenen Musicals, Kinderliedern, Filmen und Lebenszeugnissen. Ein Netzwerk von Hauskreisen der OCG-Anhänger organisierte ihre Auftritte, bei denen sie sich als Nachfolger der väterlichen Lehre, ideale christliche Familie und Vorbild für das «organische» Familien- und Gemeindeleben der OCG darstellten. Zeitweise unternahm Sasek auch «Missionsreisen» durch Frankreich, Belgien, die Ukraine und Rumänien. Drei Söhne, darunter Simon, der sein Nachfolger werden sollte, sowie eine Schwiegertochter sind mittlerweile ausgestiegen.

## «Organische Christus Generation»

### Endzeitlicher Absolutheitsanspruch
Sasek lässt sich als «Vollender der Reformation» und als «wahrer Theologe» bezeichnen, der «durch Gott sein aktuelles Wort in diese Zeit» hineinspreche. Er beansprucht in seinen Publikationen, er habe «Gott gesehen» und Gott habe ihn bei seiner Geburt «selbst entbunden». Er versteht sich als Apostel für die Völker und Gerichtsprophet, der den Glauben anderer Christen bemessen kann, Wahrheit und Lüge erkennt und unterscheidet. Den Massstab dafür bilden die von ihm behaupteten persönlichen visionären Lebens- und Gotteserfahrungen. Dabei setzt er sich und seine Botschaft mit Gott gleich: «Ich sage: wer gegen diese Botschaft redet; ich sage: wer gegen mich redet und diese Botschaft, wer sich dem Wort nicht fügt, das ich sage, ich Ivo Sasek hier in Walzenhausen, ist kein echter Diener Gottes.» «Wenn jemand gegen mich redet, dann redet er gegen Gott, ich sag es gleich wie es ist.»
Sasek versteht die Bibel als unabgeschlossenes Wort Gottes, das durch aktuelle Geistoffenbarungen jeweils ergänzt werde. Er glaubt an das baldige Weltende, bezieht Texte der biblischen Apokalyptik direkt auf zeitgeschichtliche Ereignisse und verknüpft sie mit aktuellen Verschwörungstheorien. Seit 2008 integriert Sasek auch die Idee einer Reinkarnation in sein System. Da sie biblisch kaum belegt ist, behauptet er, das zweite Konzil von Konstantinopel (533) habe diese Vorstellung gezielt aus der Bibel entfernt.
Sasek vermittelt seine Botschaft nach Art urchristlicher Sendschreiben an OCG-Gruppen, aber auch an kirchliche Ortsgemeinden. Darin predigt er etwa gegen «selbstgenügsames Wohlstandschristentum» und «Heilssicherheit», bezeichnet andere Gemeindeleiter als falsche Propheten, lädt sie zu seinen Veranstaltungen ein und droht ihnen bei Absagen mit Gottes Gericht. Für Sasek können Christen Gottes bevorstehendes Jüngstes Gericht nur überstehen, wenn sie sich in Ehe, Familie und Erziehung mit absolutem Gehorsam in eine göttliche Gesamtordnung eingliedern. Er beschrieb diese Ordnung im März 2017 als einen «Organismus», in dem alle wie ein menschlicher Körper «existenziell miteinander verwachsen» und «nach organischen Gesetzmässigkeiten und Prinzipien» «miteinander schicksalsvereint» seien. Diese organische Gemeinschaft sei jeder Individualität übergeordnet und werde gegenwärtig «neu aus Christus generiert (hervorgebracht)». Um sich in sie einzufügen, müsse jeder Einzelne eine radikale Absage an die Sünde vollziehen, seinen Eigenwillen aufgeben und sich von Sündern trennen. Er verlangt aber keinen Austritt aus herkömmlichen Gemeinden, sondern dass man sich in ihnen zur OCG bekennt und kleine überkonfessionelle Hauszellen bildet.

### «Bemessung»
Mit regelmässigen «Bemessungsdiensten» beanspruchen Sasek und von ihm ausgebildete «sündlose» Helfer, den Grad der Eingliederung in die OCG festzustellen. In dreitägigen Kursen sollen die Teilnehmer von Sasek vorgegebene Fragen bearbeiten, um sie zur Selbstreflexion, Selbstveränderung und Gemeinschaftsbildung zu bewegen. Sasek beschreibt diese «Bemessung» als «Hilfe zur Selbsthilfe», die aus «Jahrzehnte langer Therapie- und Familienhilfe» erwachsen sei und schon «tausenden Menschen und hunderten Familien zu einem gemeinschaftlich harmonischen Leben» verholfen habe.
Teilnehmer berichten jedoch, dass Sasek ihre völlige Untauglichkeit für den Organismus Christi aufzeige, sie seit 2008 auch mit angeblichen Sünden aus früheren Leben konfrontiere und keine eigene Vorstellung vom Christsein zulasse: Nur wer seine radikalen Regeln von Gehorsam, Unterordnung und Selbstaufgabe befolge, bestehe die «Bemessung» und werde zur «neuen, erlösten und sündlosen» Generation gezählt. Dieser Unterwerfungszwang bewirke schwere Identitätskrisen und psychische Zusammenbrüche.

### Kindererziehung
Kinder sind für Sasek die «Herausgeburt einer ganzen Erlösergeneration». Wenn sie «in ungetrübtem Augenkontakt und ungeteilter Beziehung zu Gott, dem Allmächtigen, aufwachsen», würden sie «ohne Ablenkung zu einem immer stärker anschwellenden Kraftfeld Gottes werden», durch das «Werke Gottes geschehen, wie die Welt sie noch nie gesehen hat.» Geburtenkontrolle und Abtreibungen seien eine feindlich gesteuerte Mordwelle, um diese Erlösergeneration aufzuhalten. Um die Kinder auf ihre göttlich vorherbestimmte Aufgabe vorzubereiten, müssten Eltern und Erzieher alle dem Geist Gottes entgegenstehende fleischliche Leidenschaften von Beginn an bekämpfen. Damit Kinder die völlige Unterwerfung unter das lernen, was Sasek als Gottes Willen ausgibt, empfiehlt er körperliche Gewalt als angeblich notwendiges, biblisch begründetes Erziehungsmittel. Eltern könnten keinen guten Willen der Kinder voraussetzen, sondern müssten deren Eigenwillen brechen. Wenn sie ihnen das Böse nur gründlich genug austrieben, werde das Gute wie ein Naturgesetz von selbst nachfliessen, unabhängig vom christlichen Glauben. Undank, Unzufriedenheit oder Lustlosigkeit der Kinder sollten die Eltern mit Verzicht oder Arrest bestrafen, um das Kind Demut zu lehren. Bei Widerstand dagegen sollten sie mit einer Bambusrute bis zu «blutigen Striemen» auf das Gesäss geschlagen werden. So wie Sasek das Beispiel seiner Mutter anführt, die ihn als Kind zu Recht geschlagen habe, so veröffentlichten drei seiner minderjährigen Kinder im Jahr 2000 das Buch Mama, bitte züchtige mich! in Saseks Elaion-Verlag. Darin schilderte Saseks ältester Sohn Simon die Bestrafung mit der Bambusrute und die kindliche Angst davor. Saseks Erziehungsratschläge zu Körperstrafen führten zweimal zu Strafanzeigen wegen Kindesmisshandlung; die Ermittlungen wurden jeweils eingestellt.
Aus Saseks Lehre erwächst ein starkes Misstrauen gegen staatliche Institutionen und eine Frontstellung gegen Behörden. Die OCG lehnt etwa gesetzliche Impfungen, Sexualkundeunterricht und wissenschaftliche Pädagogikkonzepte ab, wodurch ihre Anhänger häufig in Konflikte mit Schulen, Jugendämtern und Familiengerichten geraten. Die Vernetzung der OCG-Gruppen und ihre Propaganda erfolgen über digitale Medien, Kurse und Trainingscamps. Trotz der relativ geringen Mitgliedszahl von rund 2000 soll die OCG daher zeitweise mehrere zehntausend Menschen erreichen.
Eine 21-jährige Aussteigerin berichtete im August 2018, sie sei bis ins Teenageralter für kleinste Fehler immer wieder bestraft und geschlagen worden. Außenkontakte seien minimiert worden, man habe versucht, ihren Willen zu brechen. Gehirnwäsche, gegenseitige Kontrolle, Indoktrinierung und Einschüchterung würden das Leben innerhalb der Gruppe bestimmen. Der Ausstieg sei ihr durch einen Krankenhausaufenthalt gelungen, bei dem sie das erste Mal persönliche Zuwendung erfahren habe. Sasek bestritt die Darstellung und beteuerte, die OCG existiere «in einer Herzens-Verbindlichkeit, in einem tiefen Bewusstsein der Zusammengehörigkeit aller Menschen dieser Welt».
Bis November 2018 verliessen weitere Personen die OCG, darunter Saseks ältester Sohn Simon. Fast alle berichteten dem ORF von schweren Gewalterfahrungen, wollten jedoch aus Angst vor Repressionen nicht oder nur anonym vor die Kamera. Simon führt seit 2018 jedoch einen YouTube-Kanal, auf dem er offen über seinen Ausstieg spricht. Sasek führte den Ausstieg seines Sohnes auf «Verfolgung durch die Massenmedien» zurück und lehnte ein Interview ab.

### Datensammlung
Nach Recherchen des Bayerischen Rundfunks forderte die OCG ihre Anhänger im Januar 2020 auf, Daten über Politiker und Journalisten zu sammeln und herauszufinden, «wer Freund oder Feind» sei. Bis Ende April 2020 sammelte und speicherte die OCG private Daten von rund 8200 Personen aus dem deutschsprachigen Raum, grossenteils öffentlich zugängliche Daten wie Wohnadressen, Handynummern, Religionszugehörigkeit, Nationalität und sexuelle Orientierung. Betroffen sind Vertreter aller deutschen Parteien, Landesparlamente und des Bundestags sowie Beamte, Journalisten und Aktivisten, darunter Kritiker der Sekte und mehrere Vorsitzende jüdischer Einrichtungen. Bei einigen ist ihre «jüdische Herkunft» vermerkt. Von einigen Regierungspolitikern wurden auch sensible Informationen gesammelt. Sasek erklärte auf Anfragen dazu, die Datensammlung diene der «Weiterbildung» der OCG-Mitglieder über «Art und Gesinnung unserer Volksvertreter» und sei nur für den «internen Gebrauch». Die Vermerke zu Juden erklärte er nicht.
Der Extremismusforscher Andreas Zick sprach wegen der erfassten Kategorien von einer «rassistischen Liste» mit einem Umfang, der sonst nur bei Feindeslisten von Rechtsextremen oder Dschihadisten bekannt sei. Wegen Morden an Personen, die vorher auf solchen Listen standen, bestehe auch diesmal eine hohe Gefahr für die Betroffenen. Der Landtag Bayern beauftragte die Staatsregierung, die Aktivitäten der Sekte genauer aufzuklären. Die Generalstaatsanwaltschaft München führt Vorermittlungen wegen des Verdachts auf Volksverhetzung gegen die OCG.

## «Anti-Zensur-Koalition»

### Ziele
2008 gründete Sasek die Anti-Zensur-Koalition (AZK). Sie nennt sich «Europas grösste Plattform für unzensurierte Information», damit Menschen «Stimmen und Gegenstimmen» hören könnten, darunter «hochqualifizierte Fachstimmen aus aller Welt». Sasek organisiert und leitet die jährlichen Anti-Zensur-Konferenzen und lässt Vertreter aller möglichen Verschwörungstheorien dort auftreten. Als sein Ziel gilt, die Hörer solange zu verunsichern, bis sie sich von der Demokratie abwenden: «Ich sage, ohne Diktatur geht es nicht, weil: Diese Schöpfung ist nicht auf Demokratie eingestellt. Sie funktioniert nicht nach demokratischen Prinzipien.» Laut Heinzpeter Hempelmann (EKD) vertritt die AZK kein gemeinsames inhaltliches Anliegen, sondern bildet eine Bezugsgruppe für Leute, die sich vom angeblichen Mainstream unterdrückt fühlen und ihre Interpretation der Meinungsfreiheit zu verkaufen versuchen. Die AZK schreibt gezielt Politiker an, um sie für die Ideen zu gewinnen. Zugleich behindern Sasek und die AZK laut ORF Medienrecherchen, beschimpfen und bedrohen kritische Journalisten.

### Referenten und Themen
Bei der ersten AZK im Frühjahr 2008 behauptete Werner Altnickel, Chemtrails würden zur Vergiftung des Denkens (Mind Control) und zum Auslösen von Dürren, Hungersnöten und Kriegen versprüht. Bei der zweiten AZK am 27. September 2008 liess Sasek die «Germanische Neue Medizin» von Ryke Geerd Hamer ausführlich vorstellen.
Bei der AZK 2009 sprachen der Geschichtsrevisionist Gerd Schultze-Rhonhof und Jürg Stettler, Pressesprecher der deutschen Scientology-Kirche und Präsident von deren Schweizer Abteilung. Stettler griff vor allem die Medien an. Bei der AZK 2010 vertrat der vorbestrafte Schweizer Holocaustleugner Bernhard Schaub rechtsextreme Ansichten. Sasek gratulierte ihm zu seiner Rede. Bei der AZK 2011 behauptete der rechtsextreme Filmemacher Michael Friedrich Vogt («Geheimakte Heß»), der Nationalsozialist Rudolf Heß habe seinen Englandflug 1941 auf Initiative Adolf Hitlers unternommen, um Friedensgespräche zu führen. Zur AZK 2012 in der Stadthalle Chur lud Sasek die vorbestrafte rechtsextreme Holocaustleugnerin Sylvia Stolz als Hauptreferentin ein. Zur Begrüssung erklärte er, gegen die «Meinungsmanipulation» der Medien wolle die AZK das Volk «erwecken» und zum Lichtträger und Kampftrupp der Wahrheit machen. Er forderte das Publikum auf, den Leitspruch «Ich bin stark durch die Wahrheit» im Sprechchor zu wiederholen.
In ihrem Vortrag behauptete Sylvia Stolz tatsachenwidrig, der Holocaust sei nie vor Gericht bewiesen worden, es fehlten alle «Zeugenaussagen, Dokumente oder sonstige Beweismittel» für «die Tatorte, Tötungsmethoden, Anzahl der Toten, Tatzeiträume, Täter, Leichen oder Spuren eines Mordes» und für die nationalsozialistische «Absicht, die Judenheit ganz oder teilweise zu zerstören». Das deutsche Volk lasse sich nicht mehr unterdrücken. Sie forderte das Publikum auf, Nazis kennenzulernen, und erhielt begeisterten Applaus. Sasek dankte ihr emotional und bezeichnete sie als Frau mit dem «Mut eines Löwen», die mitgeholfen habe, «die Wahrheit zu suchen und zu finden». Er veröffentlichte ihren Vortrag im Internet.
Der Berner Anwalt Daniel Kettiger zeigte Stolz und Sasek daraufhin wegen Verstössen gegen die Rassismus-Strafnorm an: Sasek habe Stolz im Wissen um ihre Straftaten eingeladen und ihr «als verantwortlicher Moderator» nicht das Wort entzogen, als sie über längere Dauer offensichtliche Holocaustleugnung betrieb. Sasek betonte, er mache sich die Inhalte von Gastreden bei AZK-Treffen nicht unbedingt zu eigen. Alle Gastvorträge würden vorher rechtlich geprüft. Bei Stolz habe man nichts gefunden, «was mit Holocaustleugnung oder Antisemitismus zu tun hatte». Darum habe man ihren Vortrag als einwandfrei beurteilt und veröffentlicht. Er erhielt 2017 einen Strafbefehl, weil er Holocaustleugnern eine Bühne geboten hatte. Nach Einspruch dagegen wurde er 2018 rechtskräftig freigesprochen. Sylvia Stolz dagegen wurde 2018 nach einem Revisionsprozess rechtskräftig wegen Volksverhetzung zu 18 Monaten Gefängnis ohne Bewährung verurteilt.
Die AZK 2013 fand am 23. November statt, wieder in der Stadthalle Chur. Deren Verwaltung, die Expo-Chur AG, hatte von einem Verbot abgesehen, weil Sasek bis dahin strafrechtlich nicht verurteilt worden war.
Bis dahin wurden die AZKs vor allem in rechten bis rechtsextremen Kreisen beworben und angekündigt. Den Ort der AZK 2014 hielt Sasek geheim und vergab Eintrittskarten dafür nur durch persönliche Vermittlung. Er hielt ein Eingangsreferat zum Thema «Wie verhindert man einen Weltkrieg?» In der ungekürzten Fassung, die dem Tages-Anzeiger vorlag, behauptete er: Das politische und wirtschaftliche Establishment sowie «Kriegstreibermedien» bereiteten mit gezielten Irreführungen einen dritten Weltkrieg vor. Diese Medien müssten daher zum Schweigen gebracht werden. Christen, die nicht an die geheimen verschwörerischen Mächte glaubten, seien «Hosenscheisser und Nichtsnutze» und «richtige Arschlöcher». Ihretwegen lasse der Teufel gegenwärtig «die Sau raus». Mit seinem Werkzeug Amerika (den USA) und verschwörerischen Kräften beginne er eine Vernichtung von 6,5 Milliarden Menschen, um die Menschheit «auf ein Minimum zu reduzieren». Banker, Politiker und Medienleute seien satanische Banditen und Verbrecher. Die Menschen seien «medienverblödet» und würden von den Kriegstreibern wie vernunftlose Tiere zur Schlachtbank geführt. Die Protokolle der Weisen von Zion hätten das vom Teufel orchestrierte Chaos beschrieben. Damit übernahm Sasek die antisemitische Verschwörungstheorie eines angeblichen Weltjudentums. Auch in einer Predigt, die dem Deutschlandfunk vorliegt, äusserte Sasek über die Protokolle, man brauche sich nicht darüber zu streiten, «haben das die Juden geschrieben oder setzen es die Juden um? Wir müssen feststellen: es wurde geschrieben und es wird umgesetzt». Ferner empfahl er, Hitlers Buch Mein Kampf zu lesen, und rief dazu auf, allen Medien zu misstrauen. Als Ziel formulierte er: «Ich schicke mich an, das Volk zu verändern, es zu manipulieren, wenn du willst, für meinen Weg.»
Der Schweizer Historiker Daniele Ganser sprach dann zum Thema «Verdeckte Kriegsführung: ein Blick hinter die Kulissen der Machtpolitik». Er betonte, er habe Sasek bis dahin nicht gekannt und über Google nur erfahren, dass Sasek ebenso wie er selbst gegen Kriegstreiberei sei. Ferner traten Jürgen Elsässer, Mathias Ebert für die Initiative «Besorgte Eltern» und die US-amerikanische Kommunikationswissenschaftlerin Judith A. Reisman als Redner auf. Ebert und Reisman behaupteten, die gegenwärtige Sexualwissenschaft, Sexualerziehung und die sexuelle Revolution seien eine von dem Sexualforscher Alfred Charles Kinsey eingeführte pädophile Verschwörung, die die westlichen Lehrpläne lenke, um eine «Frühsexualisierung» der Kinder durchzusetzen. Ebert plädierte für einen Boykott des schulischen Sexualkundeunterrichts, bei dem Eltern notfalls Haftstrafen auf sich nehmen sollten. Die heterosexuelle Kernfamilie sei der einzig richtige Ort zur Sexualerziehung von Kindern.
Ein regelmäßiger AZK-Redner ist der an dem Nationalsozialisten Gottfried Feder orientierte Zinskritiker Andreas Popp («Wissensmanufaktur»).
Weitere AZK-Redner waren Vertreter der SVP wie Olivier Kessler, Initiator der «No-Billag»-Initiative (März 2015), Luzi Stamm (November 2015) und Ulrich Schlüer (Oktober 2016). Der Sektenexperte Hugo Stamm kritisierte solche Politikerauftritte als unverantwortliche Legitimation für und Verharmlosung von Saseks Sekte und Verschwörungstheorien.
Die als «Freundestreffen» deklarierte AZK 2016 fand wieder in der Stadthalle Chur statt. Ort und Redner hielt Sasek erneut geheim. Erwartet wurden bis zu 2500 Besucher. Bei der AZK 2017 behauptete er, viele neue Bücher von «hochgradigen Historikern» zeigten «ein komplett anderes Bild zum Beispiel von Adolf Hitler». Er fragte seine Hörer: «Ja und jetzt, wenn das einer war, der gleich nach Jesus Christus kommt, was machst du dann? Wenn das einer ist, der vom Rang eines Apostels ist?» Auf Rückfragen der «Rundschau» antwortete Sasek, das Redezitat sei im Kontext seiner Rede nur ein Extrembeispiel.

## Medien- und Organisationsnetz
1997 gründete Sasek den «Elaion-Verlag» und den «Gemeinde-Lehrdienst». Seit 1999 hat er die OCG von einem Familienunternehmen zu einem kaum überschaubaren Netz von kommerziellen Tochtergesellschaften, Organisationen und Medienprodukten ausgebaut, das seine politische Mission weltweit verbreitet. Nach Eigenangaben produzierten seine Firmen seit 2012 in 165 Film- und Ton-Studios mit mehr als 213 weiblichen und männlichen Moderatoren rund 100.000 Sendebeiträge in 42 Sprachen, die in 212 Ländern ausgestrahlt worden seien. 2006 führte Sasek Regie bei dem von ihm initiierten Monumentalfilm «Helden sterben anders» über Arnold Winkelried, eine mythische Figur der Schweizer Geschichte. Er drehte weitere Filme, die er über seinen Panorama Filmverleih als moralische Lebenshilfen für Ehen und Familien bewarb. 2008 gründete er eine Anti-Genozid-Partei (AGP) gegen einen angeblich bevorstehenden Genozid an «freiheitsliebenden Menschen, Bibelgläubigen, Juden und Moslems»; Vizepräsidentin war seine Ehefrau.
Saseks Print- und Webmedien bewerten aktuelle Themen mit verschwörungstheoretischen Kommentaren, etwa zu Chemtrails, Neuer Weltordnung, Hochfinanz, Terroranschlägen, Klimawandel, Eurokrise, Germanwings-Flug 9525. Sie drucken Reden von Muammar al-Gaddafi und Mahmud Ahmadineschad «unzensiert» ab, warnen vor einer angeblich drohenden Pflicht zur Implantierung von elektronischen Identitätschips zur staatlichen Totalüberwachung, diskreditieren Impfkampagnen, behaupten eine «Aidslüge», deuten die Ukrainekrise 2014 und die Flüchtlingskrise in Europa ab 2015 als Mittel einer gezielten Destabilisierung und prophezeien einen dritten Weltkrieg.

### Klagemauer.tv (kla.tv)
Saseks Organisation gründete den Onlinesender Klagemauer.tv (abgekürzt Kla.TV, Eigenschreibweise kla.tv). Saseks Sohn Elias leitet den Sender und sein Internet-Team.
Seit mindestens 2016 veröffentlicht Kla.TV zahlreiche Videos zu aktuellen politischen Ereignissen. In professionell aufgemachten Studios verlesen Sprecher diverse «Nachrichten», die die «Mainstreammedien» angeblich unterdrücken. Laut Meedia-Beobachtern erinnern die Sendungen an die früheren Nachrichtensendungen des Kopp Verlags und versuchen wie diese, verschwörungstheoretischen Meldungen ein seriöses Gepräge zu geben.
Im Mai 2019 nahmen Vertreter von Kla.TV und der AZK an einer Konferenz rechtsextremer, rechtspopulistischer und verschwörungsideologischer Medien teil, zu der die AfD-Bundestagsfraktion in den Deutschen Bundestag eingeladen hatte. Die AfD-Abgeordnete Nicole Höchst, die schon von Kla.TV interviewt worden war, nahm Wunschlisten der Vertreter entgegen, die sie der Fraktion vorlegen wollte. Gewünscht wurde etwa, dass AfD-Abgeordnete auf Facebook und Twitter nur noch die eigenen Beiträge teilen, nicht mehr die der «Systempresse». Diese Kontakte werden als Bildung rechter antidemokratischer Netzwerke eingestuft. Das Bundesamt für Verfassungsschutz beobachtet esoterische Medien wie die aus Saseks Umfeld bisher kaum.
Der Sender verbreitet rechtsextreme, antisemitische und allgemeine Verschwörungstheorien. Eine antisemitische  Erzählung zum 11. September 2001 wurde verbreitet, wonach die US-Regierung die Terroranschläge am 11. September 2001 selbst verübt habe. Hinter ihr stehe die «Familie Rothschild», die weltweit die Kontrolle über die Nationalbanken anstrebe. Eine «Finanzoligarchie» der USA benutze Flüchtlingsströme nach Europa, um Chaos in Deutschland auszulösen, die Bevölkerung zu spalten und in einen Bürgerkrieg zu treiben. In Predigten behauptet Sasek, Freimaurer, Bilderberger oder eine jüdische Sekte seien heimliche Drahtzieher solcher Vorgänge. Ziel dieser Geheimbünde sei die fast vollständige Vernichtung der Menschheit und die Weltherrschaft des Teufels, dem sie dienten.
Im Oktober 2016 zeigte Klagemauer.tv den Propagandafilm «Hellstorm» des amerikanischen Neonazis Kyle Hunt. Die Passage, wonach die Nationalsozialisten Deutschland wieder zu einem hoffnungsvollen Land gemacht hätten, liess man weg, den Abspann mit hitlergrüssenden Kindern und tanzenden Menschen vor Hakenkreuzflaggen behielt man jedoch bei und löschte ihn erst nach medialer Kritik. Sasek erklärte, Sinn der  Sendung sei «Nie wieder Krieg … Keine weitere Kriegspropaganda mehr durch US-Kriegstreiber». Wie rechtsextreme Geschichtsrevisionisten sprach er in einer Predigt von einer «befohlenen» Geschichtsschreibung. Die jahrzehntelange Erinnerung an Holocaust und Nationalsozialismus diene den Weltherrschaftsplänen des Teufels. Das angebliche «ständige Hetzen … gegen Nationalbewusstsein (Holocaust wegen Nationalstolz)» diene dem Ziel, «sowohl jeden Nationalstaat als auch jede Religion aufzulösen. Daraus hervorgehen soll der 1ne Weltstaat mit nur noch 1ner-Weltregierung, mit nur noch 1ner-Weltreligion, 1ner Weltwährung usw.».
Auf Kla.TV-Filmen sind auch Elemente der QAnon-Ideologie zu finden, ohne dass diese direkt erwähnt würde, z. B. Beiträge zum «Tiefen Staat», zu Adrenochrom und angeblich satanistischem Kindesmissbrauch.

### Jugend-TV und „OCG-Jugend“
Die OCG unterhält eine eigene Jugendorganisation, die OCG-Jugend, mit eigenem Webauftritt. Als Angebot für Kinder und Jugendliche wurde Jugend-TV gegründet. Hauptmoderatorin war Saseks Tochter Anna-Sophie. Der Internetsender war optisch und inhaltlich wie Klagemauer.tv aufgemacht, nur mit 8- bis 20-jährigen Sprechern für die entsprechende Zielgruppe. Auch sie stammten meist aus Familien der OCG, darunter Saseks Kinder. Die verdeckten, nicht kontaktierbaren Betreiber liessen sich über den Seitenquelltext auf das «Panorama-Film-Café» der Saseks in Walzenhausen zurückführen. Die Sprecher behaupteten etwa, Schulen und Lehrer propagierten Homosexualität und drängten Jugendliche, homosexuell zu werden. Ebola sei mit gewöhnlicher Influenza vergleichbar; die Weltgesundheitsorganisation benutze die Epidemie als Mittel, Regierungen zu beherrschen. Israel sei Weltmarktführer im Organhandel und sehe das als Entschädigung für den Holocaust. Jugend-TV vertritt wie die AZK alle Spielarten der verschwörungstheoretischen Szene und verpackt sie als Kurznachrichten in kindgerechter Sprache. Der Sender präsentiert antisemitische, homophobe Hetzpropaganda und Ablehnung eines freien Lebensstils als normale Haltung und vermittelt orientierungsuchenden Jugendlichen eine antidemokratische Grundskepsis gegenüber der Gesellschaft. So will er neue Anhänger für die OCG anwerben. Laut einem ehemaligen Jugend-TV-Moderator sehen sich Sasek und seine Mitarbeiter in einem Informationskrieg gegen die Massenmedien. Um deren Informationen in Zweifel zu ziehen, übernähmen sie ihr Sendematerial ungeprüft aus rechtspopulistischen, verschwörungstheoretischen Websites. Die Kulturwissenschaftlerin Eva Kimminich analysierte die Sendungen als Fake News, bei denen Tatsachen in andere, erfundene Kontexte gestellt und so verdreht würden.
Die Videoclips beider Sender stimmen inhaltlich und oft auch wörtlich überein, ohne aufeinander zu verweisen. Die auf die Saseks zurückführbare Adresse in ihrem Impressum wurde nach Medienberichten darüber geändert. Die Sender machen keine Angaben zu Drehorten, Produzenten und Redaktionen ihrer Videos. Angebliche «Studios» in Augsburg, Roth, Nürnberg, Karlsruhe und Dresden haben keine Adressen. Erwachsene, Jugendliche und Kinder aus OCG-Hauskreisen erstellen Tonaufnahmen, Fernsehgrafiken, Bücher und DVDs, etwa der Verein «Leben in Christus» in Mertingen. Sasek lehnt Verantwortung für ihre Produkte ab, betont aber, die Produzenten täten alles freiwillig und ohne Zwang. Die beteiligten Kinder bekämen die Inhalte des Verschwörungsprogramms kaum mit. Die Bayerische Landeszentrale für neue Medien erklärte 2016, sie könne rechtlich nicht gegen von Schweizer Servern ausgestrahlte Sendungen vorgehen.
Gegen die angeblich zensierte Mainstreampresse geben Sasek und seine Anhänger das Flugblatt «Stimme und Gegenstimme» (S&G), die Antizensurzeitung (AZZ) und Rundbriefe wie «Der Ölbaum» und «Panorama» heraus. Auf zahlreichen eigenen Webseiten wie www.ivo-sasek.ch, www.klagemauer.tv oder www.anti-zensur.info begegnen Sasek und seine Anhänger Kritik mit Gegendarstellungen, um angeblich «schwerwiegendste Lügen über Ivo Sasek, seine Familie und seinen Dienst» richtigzustellen. Die Flugschrift «Stimme und Gegenstimme» wurde ab 2014 regelmässig bei den montäglichen Mahnwachen für den Frieden angeboten und als «seriöse Berichterstattung, die bei der Wahrheitsfindung hilft», verkauft.

### Hacker-Aktion
Ab 2020 verbreiteten Saseks Medien viele Falschinformationen zur COVID-19-Pandemie und schürten massiv die Angst vor einer Impfung gegen das Virus. Aus diesem Anlass kündigte das Hackerkollektiv Anonymous im Juli 2020  im Rahmen seiner «Operation Tinfoil» an, die Aktivitäten von Saseks OCG aufzudecken. In zwei Wochen hackten die Aktivisten mehrere Webseiten und Server der OCG, darunter deren Jugendsender Kla.TV. Die Online-Aktivisten hackten Saseks Webseite lügen-barometer.info und leiteten Besucher auf einen OCG-kritischen Artikel weiter. Sie erhielten auch Zugriff auf die Datenbank von Kla.TV und den Administratorenbereich, so dass sie den Sendeplan sabotieren konnten. In der Datenbank stand unter anderem öfter der Name des umstrittenen Schweizer Historikers Daniele Ganser.
Sie verfügten damit über 30.000 E-Mails und mehr als 20 Gigabyte interne Dokumente, die sie schrittweise veröffentlichten. Ab 24. Juli 2020 stellte Anonymous OCG-Dokumente ins Netz, die Saseks Mediennetz, Produktionsstandorte, Übernahme von KlaTV-Inhalten durch Kabelnetzsender, Kindesmisshandlungen und Kontakte der OCG zu Scientology belegen. Sasek schrieb den Hackerangriff in zwei Videos der Antifa zu und bezeichnete die Hacker als «virtuelle Auftragskiller» im Dienst feindlicher Massenmedien. Anonymous konterte Saseks Behauptung mit einem eigenen unabhängigen Video, das die Absichten und Strukturen der Sekte beschreibt: Sasek nutze die aktuelle COVID-19-Pandemie und Unsicherheit vieler Menschen mit seinen antisemitisch-esoterischen Verschwörungsideologien schonungslos aus, auch finanziell. Anonymous kündigte weitere Aktionen gegen die OCG und ihre Propagandasender an.

## Einordnung
Landeskirchen der Schweiz und Freikirchen stufen Saseks Lehre als Irrlehre ein. Für Vertreter der Grosskirchen zeigen seine Botschaften typische Merkmale einer Sekte. Die Sektenbeauftragten der Evangelischen Kirche in Deutschland (EKD) beschreiben die OCG als christlich-fundamentalistische Gruppe, deren strenges Glaubensverständnis sich mit aktuellen Verschwörungstheorien verbindet. Wissenschaftliche Studien widerlegten Saseks Erziehungsratschläge: Körperstrafen sind pädagogisch sinnlos, schädigen bei systematischem Einsatz die Kindesentwicklung und erzeugen eine Gewaltspirale. Die Schweizerische Evangelische Allianz (SEA) und der Verband Evangelischer Freikirchen und Gemeinden in der Schweiz distanzierten sich von jeder Form körperlicher Gewalt in der Erziehung. In der christlich-fundamentalistischen Szene dagegen werden Saseks Thesen diskutiert; sein patriarchales Familienmodell und seine Erziehungsideen finden Nachahmer. Andere christliche Sondergruppen bilden öfter Zweckbündnisse mit der OCG, obwohl sie Saseks Anspruch als Apostel und Prophet meist ablehnen.
Der Sektenforscher Georg Otto Schmid (Evangelische Informationsstelle: Kirchen – Sekten – Religionen) meinte 2014, die OCG sei geschrumpft. Sasek habe sich vom konservativen Fundamentalisten zum Esoteriker und Weltverschwörer gewandelt. Er finde nur Anhänger, deren Weltverschwörungsbild mit Bibeltreue zusammenkomme, nicht bei grösseren Bevölkerungsteilen. Der Verein Freiwillige Selbstkontrolle Multimedia-Diensteanbieter (FSM) stufte Jugend-TV jedoch als Gefahr für Kinder und Jugendliche ein, weil der Sender Verschwörungstheorien wie Jugendnachrichten präsentiere, durch direkte Ansprache einen Bezug zur kindlichen Lebenswelt herstelle und durch einen Appellcharakter «sozialethische Desorientierung» bewirke.
Im Juli 2015 verbot der Stadtrat von Frauenfeld aus Sicherheitsgründen Pegida-Kundgebungen, bei denen Sasek als Redner vorgesehen war. Sein Einfluss reiche über die OCG hinaus auf Esoteriker, Holocaustleugner, Scientologen und rechte Verschwörungstheoretiker. Über das Internet finden Gruppen wie die Saseks laut dem Verein Sekten-Info NRW stärkere Beachtung. Für Kinder besonders gefährlich seien das Propagieren von Angst, sozialer Isolation und unwirksamen esoterischen Heilmethoden. Dagegen müssten Schulen die Medienkompetenz Jugendlicher und Erwachsener fördern.
Für den Theologen und Religionspublizisten Matthias Pöhlmann ist „der Schweizer Unheilsprediger offenkundig nicht nur Teil, sondern ein entscheidender Motor für eine breit angelegte antidemokratische Querfrontstrategie“.

## Publikationen (Auswahl)
- Erschütterung: Ursachen – Wirkungen – Auswege. 4. ergänzte Auflage, Elaion (Eigenverlag), Walzenhausen 2007.
- Simon, David und Loisa Sasek: Mama, bitte züchtige mich! 2. überarbeitete und ergänzte Auflage, Elaion (Eigenverlag), Walzenhausen 2002

## TV-Reportage
- Radikale Christen – Mein Ausstieg aus der OCG (Teil 1). In: Reporter (SRF), 13. April 2022 (YouTube; Schweizerdeutsch, mit dt. Untertitel).
- Radikale Christen – Mein Ausstieg aus der OCG (Teil 2). In: Reporter (SRF), 20. April 2022 (YouTube; Schweizerdeutsch, mit dt. Untertitel).
- Christliche Sekte OCG: Sohn des Sektenführers packt aus. In: STRG_F, 16. November 2021